# Postales de este lado del mundo
Postales de este lado del mundo é o primeiro álbum da parceria Baglietto-Vitale, lançado em 1991.
O álbum atingiu a certificação de "Disco de Ouro".

## Faixas
01. Tonada de un viejo amor (Falú - Dávalos)

02. Milonga sentimental (Piana - Manzi)

03. Desencuentro (Troilo - Castillo)

04. Naranjo en flor (V. y H. Expósito)

05. Postál de guerra (Maria E. Walsh)

06. Nostalgias (Cobian - Cadícamo)

07. Dorotea, la cautiva (Ramírez - Luna)

08. Cafetín de Buenos Aires (Mores - Discépolo)

09. Piedra y camino (Atahualpa Yupanqui)

10. 1964 (Piazzolla - Borges) 

11. El día que me quieras (Gardel - Le Pera)

## Vendas e Certificações
| Ano  | Órgão | Certificação/Vendas | Vendas   |
| ---- | ----- | ------------------- | -------- |
| 1991 | CAPIF | ouro                | 50,000 + |